# Trixter
Trixter ist ein deutsches VFX-Studio für Spielfilm und Fernsehen mit Sitz in Berlin und München.

## Geschichte des Unternehmens
Gegründet wurde das Unternehmen 1998. Seitdem wurde an vielen internationalen sowie nationalen Filmproduktionen mitgearbeitet.
Nachdem 2018 ein Insolvenzverfahren beantragt wurde, schloss sich Trixter mit Cinesite zusammen.

## Filmproduktionen (Auswahl)
- Die Drachenjäger (2008)
- Percy Jackson – Diebe im Olymp (2010)
- Iron Man 2 (2010)
- X-Men: Erste Entscheidung (2011)
- Captain America: The First Avenger (2011)
- Die Reise zur geheimnisvollen Insel (2012)
- Marvel’s The Avengers (2012)
- Cloud Atlas (2012)
- Iron Man 3 (2013)
- White House Down (2013)
- The Return of the First Avenger (2014)
- Avengers: Age of Ultron (2015)
- Ant-Man (2015)
- Pixels (2015)
- The First Avenger: Civil War (2016)
- Independence Day: Wiederkehr (2016)
- Guardians of the Galaxy Vol. 2 (2017)
- Spider-Man: Homecoming (2017)
- Thor: Tag der Entscheidung (2017)
- Black Panther (2018)
- Jim Knopf und Lukas der Lokomotivführer (2018)
- Guns Akimbo (2019)
- Die Känguru-Chroniken (2020)
- Black Widow (2020)

## Serienproduktionen (Auswahl)
- Wolfblood – Verwandlung bei Vollmond (seit 2012)
- Lost in Space – Verschollen zwischen fremden Welten (seit 2018)